# Гутьеррес, Мигель (футболист, 1956)
Мигель Анхель Гутьеррес ла Роса (исп. Miguel Ángel Gutiérrez La Rosa; род. 19 ноября 1956, Лима) — перуанский футболист, защитник.

## Биография

### Клубная карьера
Во взрослом футболе дебютировал в 1979 году в клубе «Спортинг Кристал», где отыграл следующие четыре сезона своей игровой карьеры. Вместе с клубом трижды становился чемпионом Перу в 1979, 1980 и 1983 годах.
В 1984 году перешёл в клуб «Депортиво Мунисипаль». В 1985 году стал игроком клуба «Университарио», с которым вновь завоевал титул чемпиона страны, после чего завершил карьеру футболиста.

### Карьера в сборной
В 1980 году дебютировал в официальных матчах в составе национальной сборной Перу. В 1982 году был в составе команды, выступавшей на чемпионате мира в Испании, но на поле ни разу не выходил.
Всего в составе сборной принял участие в семи матчах, не забив ни одного гола.

## Достижения
«Спортинг Кристал»
- Чемпион Перу: 1978/79, 1979/80, 1982/83

«Университарио»
- Чемпион Перу: 1984/85